# Aisam-ul-Haq Qureshi
Aisam-ul-Haq Qureshi (Lahore, 17 de Março de 1980) é um tenista profissional paquistanês, especialista em duplas.
Em simples já alcançou o 125° posto.
Nas duplas, seu melhor ranking foi o de N. 8. Em 2010 obteve seu primeiro título ao vencer o ATP 250 de Johannesburgo, e também chegou à final do US Open, ambos ao lado de Rohan Bopanna.

## Grand Slam finais

### Duplass: 1 (0–1)
| Posição | Ano  | Campeonato | Piso | Parceiro      | Oponentes            | Placar             |
| ------- | ---- | ---------- | ---- | ------------- | -------------------- | ------------------ |
| Vice    | 2010 | US Open    | Duro | Rohan Bopanna | Bob Bryan Mike Bryan | 6–7(5–7), 6–7(4–7) |

### Duplas Mistas: 1 (0–1)
| Posição | Ano  | Campeonato | Piso | Parceira      | Oponentes              | Placar   |
| ------- | ---- | ---------- | ---- | ------------- | ---------------------- | -------- |
| Vice    | 2010 | US Open    | Duro | Květa Peschke | Liezel Huber Bob Bryan | 4–6, 4–6 |

## Masters 1000 finais

### Duplas: 3 (2–1)
| Posição | Ano  | Campeonato | Piso     | Parceiro          | Oponentes                            | Placar        |
| ------- | ---- | ---------- | -------- | ----------------- | ------------------------------------ | ------------- |
| Campeão | 2011 | Paris      | Duro (i) | Rohan Bopanna     | Julien Benneteau Nicolas Mahut       | 6–2, 6–4      |
| Vice    | 2012 | Paris      | Duro (i) | Jean-Julien Rojer | Mahesh Bhupathi Rohan Bopanna        | 6–7(6–8), 3–6 |
| Campeão | 2013 | Miami      | Duro     | Jean-Julien Rojer | Mariusz Fyrstenberg Marcin Matkowski | 6–4, 6-1      |

## ATP finals

### Duplass: 23 (10 títulos, 13 vices)
| Legenda                           |
| --------------------------------- |
| Grand Slam (0–1)                  |
| ATP World Tour Finals (0–0)       |
| ATP World Tour Masters 1000 (2–1) |
| ATP World Tour 500 Series (1–1)   |
| ATP World Tour 250 Series (7–10)  |

| Finais por Piso |
| --------------- |
| Duro (7–8)      |
| Saibro (1–4)    |
| Grama (2–1)     |
| Carpete (0–0)   |

| Posição | N.  | Data               | Torneio                                             | Piso     | Parceiro          | Oponentes                            | Placar                 |
| ------- | --- | ------------------ | --------------------------------------------------- | -------- | ----------------- | ------------------------------------ | ---------------------- |
| Vice    | 1.  | Setembro 24, 2007  | Kingfisher Airlines Tennis Open, Mumbai, India      | Duro     | Rohan Bopanna     | Robert Lindstedt Jarkko Nieminen     | 6–7(3–7), 6–7(5–7)     |
| Vice    | 2.  | Julho 13, 2008     | Campbell's Hall of Fame Championships, Newport, EUA | Grama    | Rohan Bopanna     | Mardy Fish John Isner                | 4–6, 6–7(1–7)          |
| Campeão | 1.  | Fevereiro 1, 2010  | SA Tennis Open, Johannesburg, África do Sul         | Duro     | Rohan Bopanna     | Karol Beck Harel Levy                | 2–6, 6–3, [10–5]       |
| Vice    | 3.  | Abril 11, 2010     | Grand Prix Hassan II, Casablanca, Marrocos          | Saibro   | Rohan Bopanna     | Robert Lindstedt Horia Tecău         | 2–6, 6–3, [7–10]       |
| Vice    | 4.  | Maio 22, 2010      | Open de Nice Côte d’Azur, Nice, França              | Saibro   | Rohan Bopanna     | Marcelo Melo Bruno Soares            | 6–1, 3–6, [5–10]       |
| Vice    | 5.  | Agosto 28, 2010    | Pilot Pen Tennis, New Haven, EUA                    | Duro     | Rohan Bopanna     | Robert Lindstedt Horia Tecău         | 4–6, 5–7               |
| Vice    | 6.  | Setembro 10, 2010  | US Open, New York, EUA                              | Duro     | Rohan Bopanna     | Mike Bryan Bob Bryan                 | 6–7(5–7), 6–7(4–7)     |
| Vice    | 7.  | 28 Setembro 2010   | St. Petersburg Open, St. Petersburg, Rússia         | Duro (i) | Rohan Bopanna     | Daniele Bracciali Potito Starace     | 6–7, 6–7               |
| Campeão | 2.  | Junho 12, 2011     | Gerry Weber Open, Halle, Alemanha                   | Grama    | Rohan Bopanna     | Robin Haase Milos Raonic             | 7–6(10–8), 3–6, [11–9] |
| Campeão | 3.  | Outubro 2, 2011    | PTT Thailand Open, Bangkok, Tailândia               | Hard (i) | Oliver Marach     | Michael Kohlmann Alexander Waske     | 7–6(7–4), 7–6(7–5)     |
| Campeão | 4.  | Outubro 23, 2011   | If Stockholm Open, Estocolmo, Suécia                | Duro (i) | Rohan Bopanna     | Marcelo Melo Bruno Soares            | 6–1, 6–3               |
| Campeão | 5.  | Novembro 13, 2011  | BNP Paribas Masters, Paris, França                  | Duro (i) | Rohan Bopanna     | Julien Benneteau Nicolas Mahut       | 6–2, 6–4               |
| Campeão | 6.  | Maio 6, 2012       | Estoril Open, Estoril, Portugal                     | Saibro   | Jean-Julien Rojer | Julian Knowle David Marrero          | 7–5, 7–5               |
| Campeão | 7.  | Junho 17, 2012     | Gerry Weber Open, Halle, Alemanha                   | Grama    | Jean-Julien Rojer | Treat Conrad Huey Scott Lipsky       | 6–3, 6–4               |
| Vice    | 8.  | Novembro 4, 2012   | BNP Paribas Masters, Paris, França                  | Duro (i) | Jean-Julien Rojer | Mahesh Bhupathi Rohan Bopanna        | 6–7(6–8), 3–6          |
| Vice    | 9.  | Fevereiro 23, 2013 | Open 13, Marseille, França                          | Duro (i) | Jean-Julien Rojer | Rohan Bopanna Colin Fleming          | 4–6, 6–7(3–7)          |
| Campeão | 8.  | Março 30, 2013     | Miami Masters, Miami,EUA                            | Duro     | Jean-Julien Rojer | Mariusz Fyrstenberg Marcin Matkowski | 6–4, 6–1               |
| Vice    | 10. | Maio 5, 2013       | Portugal Open, Oeiras, Portugal                     | Saibro   | Jean-Julien Rojer | Santiago González Scott Lipsky       | 3-6, 6-4, [7-10]       |
| Campeão | 9.  | Outubro 20, 2013   | If Stockholm Open, Estocolmo, Suécia                | Duro (i) | Jean-Julien Rojer | Jonas Björkman Robert Lindstedt      | 6-2, 6-2               |
| Vice    | 11. | Janeiro 11, 2014   | Apia International Sydney, Sydney, Austrália        | Duro     | Rohan Bopanna     | Daniel Nestor Nenad Zimonjić         | 6–7(3–7), 6–7(3–7)     |
| Campeão | 10. | Março 1, 2014      | Dubai Tennis Championships, Dubai, EAU              | Duro     | Rohan Bopanna     | Daniel Nestor Nenad Zimonjić         | 6-4, 6-3               |
| Vice    | 12. | Maio 24, 2014      | Open de Nice Côte d'Azur, Nice, França              | Saibro   | Rohan Bopanna     | Martin Kližan Philipp Oswald         | 2-6, 0-6               |
| Vice    | 13. | Fevereiro 28, 2015 | Dubai Tennis Championships, Dubai, EAU              | Duro     | Nenad Zimonjić    | Rohan Bopanna Daniel Nestor          | 4–6, 1–6               |

## Ver Também
- Indo-Pak Express